# Redux (terme literari)
Redux és un adjectiu postpositiu que vol dir 'retornat, restaurat' (del llatí reducere, 'portar de tornada') utilitzat en títols de literatura, films i videojocs.

## Història
Diverses obres de literatura utilitzen la paraula Redux en el títol com Astraea Redux (1662) de John Dryden, "un poema sobre la feliç restauració i el retorn de Sa Sagrada Majestat"; Phineas Redux d'Anthony Trollope (1873), la seqüela de Phineas Finn (1867); i Rabbit Redux (1971) de John Updike, la segona de la seva seqüela de novel·les sobre el personatge Rabbit Angstrom.
Rabbit Redux va generar un retorn de popularitat de la paraula redux i, a Rabbit at Rest (1990), Rabbit Angstrom nota "una història ... al diari de Sarasota fa una setmana més o menys, intitulada Circus Redux. Odia aquesta paraula, la veu per tot arreu, i no sap pronunciar-la com arbitrageur i perestroika".
El terme ha estat adoptat pels cineastes per a denotar una nova interpretació d'un film existent mitjançant la restauració de material prèviament eliminat. Per exemple Apocalypse Now Redux, que Francis Ford Coppola va estrenar el 2001, reeditant i ampliant la seva pel·lícula original de 1979.
El terme també ha estat utilitzat pels productors de música per descriure el que més sovint s'anomena remescla o remasterització .